# 드래곤볼 Z: 신들의 전쟁
《드래곤볼 Z: 신들의 전쟁》(ドラゴンボールZ 神と神)는 2013년에 공개된 《드래곤볼》 시리즈의 18번째 극장 개봉 애니메이션 영화이다.

## 줄거리
새로운 절대강적은 다름 아닌 파괴신?!
지구의 운명을 건 가장 위대한 대결이 시작된다!
프리저, 셀, 그리고 마인 부우와의 대결에서 모두 승리한 손오공 일행 덕분에 지구엔 평화가 찾아왔다. 하지만 몇 년 후, 머나먼 우주 저편에서 '파괴'를 관장하는 전 우주 최강의 존재 파괴신 비루스가 39년 만에 잠에서 깨어나게 되고, 또 다시 심상치 않은 기운이 감돈다.
비루스는 부르마의 생일을 맞아 모처럼 한자리에 모인 손오공 일행을 찾아가 전설의 전사 초사이어인 갓을 내놓지 않으면 지구를 파괴 시켜 버린다고 위협한다. 손오반, 베지터를 비롯해 모두 비루스의 압도적인 파워에 속수무책으로 패배하는 가운데, 초사이어인 갓으로 변신에 성공한 오공은 지구의 운명을 건 최후의 대결을 펼치게 되는데...

## 한국어 목소리 출연
- 김환진: 손오공
- 오인성: 비루스
- 유동균: 우이스
- 변현우: 베지터
- 김지혜: 부르마
- 임채헌: 손오반
- 정훈석: 피콜로
- 차명화: 트랭크스
- 유지원: 손오천
- 안영아: 치치
- 임주현: 비델
- 홍수정: 크리링
- 윤세웅: 야무치, 베지터 왕
- 사문영: 덴데
- 이병용: 거북도사, 미스터 부우
- 이장원: 계왕, 미스터 사탄, 우마왕
- 홍진욱: 계왕신
- 김승태: 노계왕신
- 곽윤상: 신룡
- 전숙경: 피라후
- 윤승희: 마이, 18호
- 양유진: 슈